# Карпов, Валентин Константинович
Валентин Константинович Карпов (род. 24 декабря 1914, Калуга, Российская империя — 17 сентября 1971, Калуга, СССР) — советский художник, работавший в жанрах живописи и графики. Участник Великой Отечественной войны

## Биография
Валентин Константинович Карпов родился 24 декабря 1914 года в Калуге в семье служащего Управления Сызрано-Вяземской, а позднее Московско-Киевской железной дороги Константина Михайловича Карпова и его жены Александры Ивановны. В 1929 году окончил семилетку, после чего поступил в школу ФЗУ, которую закончил после трёх лет обучения.
С 1 сентября 1932 года работал слесарем на заводе МПС. С ноября 1936 по декабрь 1938 служил в Красной Армии. После демобилизации вернулся на завод.
17 июля 1941 мобилизован на фронт. Во время войны работал радистом в звании старшего сержанта. Освобождал Калугу, воевал в районе Зайцевой Горы. Был демобилизован в 1945 году. Награжден медалью «За победу над Германией» и другими наградами.
25 ноября 1945 года устраивается на работу в товарищество «Всекохудожник». В 1947 году отправлен в Москву на повышение квалификации. В 1953 году переходит на работу в Художественный Фонд РСФСР по направлению портрета и пейзажа.
Во второй половине 1960-х годов о Карпове всё чаще стали писать в калужских газетах. В своей статье, Игорь Шедвиговский так пишет о творчестве художника: «Прозрачные до предела акварели Е. И. Киреева, сквозь которые просвечивает крепкий рисунок, соседствуют с более плотными, но несколько нечеткими в смысле формы пейзажами В. К. Карпова».
В 1970 году становится членом Союза художников. В 1971 году представляет свои картины на выставке «600 лет Калуге» в Москве.
Умер 17 сентября 1971 года. В том же году проведена посмертная выставка художника в Калужском художественном музее.

## Известные произведения
- «Май»
- «Летний день»
- «Перед экзаменами»
- «Старая Калуга»

## Оценка творчества
Валентин Карпов в основном писал картины, изображающие улицы и площади Калуги, пригородные пейзажи. Самые удачные работы выполнены акварелью. Особенно Карпов предпочитал изображать дома и людей около водоёмов.